# Epidemia de tifus en América del Norte de 1847
La epidemia de tifus en América del Norte de 1847 fue un brote de tifus epidémico causado por una emigración irlandesa masiva en 1847, durante la Gran Hambruna, a bordo de "barcos ataúdes" llenos de gente y enfermos.

## Canadá
En Canadá, más de 20 000 personas murieron entre 1847 y 1848, y muchas fueron puestas en cuarentena en cobertizos febriles en Isla Grosse, Montreal, Kingston, Toronto y Saint John.

### Isla Grosse
La Isla Grosse es una isla en el golfo de San Lorenzo, hogar de una estación de cuarentena creada en 1832 para contener una epidemia de cólera, y hogar de miles de emigrantes irlandeses de 1832 a 1848.
El 17 de mayo de 1847, el primer buque, el Siria, llegó con 430 casos de fiebre. Esto fue seguido por ocho barcos más unos días más tarde. El Dr. Douglas escribió que no tenía 'ni una cama para poner [a los inválidos] (...) Nunca contemplé la posibilidad de que cada embarcación llegara con fiebre como lo hacen ahora'. Una semana más tarde habían aparecido diecisiete buques más en la Isla Grosse. En ese momento, 695 personas ya estaban hospitalizadas. Sólo dos días después el número de embarcaciones alcanzó los treinta, con 10 000 inmigrantes esperando ser procesados. Hasta el 29 de mayo habían llegado un total de 36 buques. A finales de mayo, cuarenta barcos formaban una línea de dos millas (3 km) de largo por el río San Lorenzo. Según el Dr. Douglas, cada uno se vio afectado por fiebre y disentería. 1100 inválidos fueron alojados en cobertizos y tiendas de campaña, o dispuestos en filas en la iglesia.
El Dr. George Douglas, director médico de la Isla Grosse, registró que a mediados de 1847 las normas de cuarentena vigentes eran "físicamente imposibles" de llevar a cabo, por lo que era necesario que los emigrantes permanecieran a bordo de sus barcos durante muchos días. Douglas creía que lavar y ventilar los barcos sería suficiente para evitar que el contagio se propagara entre pasajeros infectados.
Con la llegada de miles de emigrantes, la isla se vio rápidamente abrumada. Se instalaron tiendas de campaña para albergar la afluencia de personas, pero muchos recién llegados quedaron tirados en el suelo sin refugio. Robert Whyte afirmaba haber visto 'cientos (...) literalmente arrojados a la playa, dejados en medio del barro y las piedras para arrastrarse en la tierra seca como podían'. El obispo anglicano de Montreal, Bishop Mountain, recordó haber visto a personas tumbadas frente a la iglesia gritando pidiendo agua, mientras que otros yacían dentro de las tiendas de campaña sin ropa de cama. Un niño que vio estaba cubierto de alimañas; otro que había "estado caminando con algunos otros, se sentó por un momento, y murió". Muchos niños quedaron huérfanos.
Debido a la falta de espacio en la Isla Grosse, el Dr. Douglas requirió que los pasajeros sanos se quedaran en el barco durante quince días una vez que los enfermos habían sido retirados, a modo de cuarentena. La infección floreció a bordo de las naves. Un barco, el Agnes, llegó a la Isla Grosse con 427 pasajeros de los cuales sólo 150 sobrevivieron al período de cuarentena.
Robert Whyte, autor seudónimo del Diario de barcos de hambruna de 1847: El viaje de un barco ataúd, describió cómo a su llegada a la isla Grosse los pasajeros emigrantes irlandeses en el Ajax se vistieron con su mejor ropa y ayudaron a la tripulación a limpiar el barco, esperando ser enviados al hospital o a Quebec después de su largo viaje. De hecho, el médico los inspeccionó sólo brevemente y no regresó durante varios días. A mediados del verano, 2500 inválidos fueron puestos en cuarentena en la isla Grosse, y la línea de barcos en espera se extendió varias millas. A finales de julio, el dr. Douglas abandonó las normas de cuarentena porque eran "imposibles" de hacer cumplir y los médicos estaban examinando sus cargos muy perfumadamente, permitiéndoles pasar y examinando las lenguas de cualquiera que pareciera febril. De esta manera, a muchas personas con fiebre latente se les permitió pasar como saludables, sólo para sucumbir a su enfermedad una vez que habían salido de la Isla Grosse.
El 29 de julio de 1847, Whyte registró el descuido de sus compañeros de viaje, que "estaban al alcance de la ayuda" "debían quedar envueltos en pestilencia apestosa, enfermos sin medicinas, habilidad médica, alimento, o tanto como una gota de agua pura". Sin embargo, las condiciones de otros barcos emigrantes irlandeses eran aún peores. Dos sacerdotes canadienses que visitaron el Ajax describieron las bodegas de otras embarcaciones donde habían estado 'hasta los tobillos en la suciedad. Los emigrantes miserables se aglomeraron como ganado y cadáveres permanecen sin enterrar durante mucho tiempo». Whyte contrastó esto con la condición de los inmigrantes alemanes que llegaban a la Isla Grosse. Todos ellos estaban libres de enfermedad, "cómodamente y bien vestidos, limpios y felices". The Times también comentó sobre los alemanes "sanos, robustos y alegres".
Los cobertizos de fiebre estaban sucios y llenos de gente, con pacientes acostados en dobles niveles de literas que permitían que la suciedad de la litera superior cayera sobre la parte inferior. Según el informe del Comité del Senado, dos o tres inválidos serían colocados juntos en un solo puesto, independientemente de su edad o sexo. No había pan: las comidas consistían en té o caldo servido tres veces al día. A medida que se cuidaba el agua potable, nunca hubo suficiente para los pacientes con fiebre. Un sacerdote católico, el padre Moylan, informó haber dado agua a los inválidos en una tienda de campaña que no habían podido beber durante 18 horas. Los cobertizos no estaban destinados originalmente a albergar pacientes con fiebre y no tenían ventilación; nuevos cobertizos fueron construidos sin privilegios. El Comité del Senado declaró que debido a la falta de personal y espacio, los inválidos yacía en sus propios excrementos durante días y no había suficiente personal para llevarse a los que morían durante la noche. Los propios hospitales tenían muy poco equipo y los tablones para ropa de cama no siempre estaban disponibles, lo que significa que se extendió en el suelo y se empapó.
Además de la escasez de alojamiento, había una grave falta de personal médico para atender a los enfermos. El Dr. Douglas intentó reclutar enfermeras entre las pasajeras sanas con la promesa de salarios altos, pero el miedo a la enfermedad implicó que ninguna aceptara. Se esperaba que las enfermeras durmieran junto a los enfermos y compartieran su comida; no tenían privacidad, a menudo cogían la fiebre ellas mismos y no se les ayudaba cuando caían enfermos. Los prisioneros de la cárcel local fueron liberados, pero muchos robaron de entre los muertos y los moribundos. Todos los oficiales médicos involucrados enfermaron en algún momento, y cuatro médicos murieron de tifus. En virtud de la Ley de Pasajeros de 1842, los barcos no estaban obligados a llevar un médico, y sólo dos médicos llegaron como pasajeros. Uno de ellos fue un Dr. Benson de Dublín, un hombre con experiencia que había trabajado en hospitales de fiebre en Irlanda. Llegó el 21 de mayo, se ofreció como voluntario para ayudar a los enfermos, contrajo el tifus él mismo y murió en seis días.
Más de cuarenta sacerdotes canadienses irlandeses y franceses y clérigos anglicanos estuvieron activos en la Isla Grosse, muchos de ellos enfermos. El pastor jefe, monseñor Power, contrajo fiebre y murió después de entregar los últimos sacramentos a una mujer moribunda en septiembre.
Se desconoce el número exacto de los fallecidos en el mar, aunque el propio Whyte lo estimó en 5293. Durante el cruce en sí, los cuerpos fueron arrojados al mar, pero una vez que los barcos habían llegado a la Isla Grosse se mantuvieron en espera hasta que un entierro en tierra fuera posible. Los muertos fueron arrastrados fuera de las bodegas con ganchos y 'apilados como madera de cordón' en la orilla. El 29 de julio de 1847 Whyte describió 'una línea continua de barcos, cada uno llevando su carga de muertos al cementerio... Algunos tenían varios cadáveres tan atados en lona que "el contorno rígido y afilado de la muerte era fácilmente rastreable".
Incluso aquellos pasajeros que escaparon del tifus y otras enfermedades se debilitaron por el viaje. El Comité del Senado de los Estados Unidos sobre la enfermedad y la mortalidad en los barcos emigrantes, describió a los emigrantes recién desembarcados como "cadavéricos" y "débiles". La mayoría habían sido engañados por corredores de pasajes haciéndoles creer que se les proporcionaría comida en el barco.

### Montreal
En Montreal, entre 3.500 y 6.000 inmigrantes irlandeses murieron de tifus o "fiebre de barco" en cobertizos de fiebre en una zona de cuarentena conocida como Windmill Point en 1847 y 1848. Los inmigrantes habían sido trasladados de cuarentena en la Isla Grosse. Debido a la falta de preparados adecuados, la tifus pronto alcanzó proporciones epidémicas en Montreal. Inicialmente se construyeron tres cobertizos de fiebre de 46 m de largo por 40 a 50 pies (15 m) de ancho. A medida que miles de inmigrantes enfermos más desembarcaron, más cobertizos tuvieron que ser construidos.
El número de cobertizos aumentaría a 22, con tropas acordonando la zona para que los enfermos no pudieran escapar. Las Hermanas de la Caridad cuidaban a los enfermos, llevando a mujeres y niños en sus brazos desde los barcos hasta las ambulancias. Según el periodista e historiador de Montreal Edgar Andrew Collard, treinta de las cuarenta monjas que fueron a ayudar se enfermaron, y siete murieron. Otras monjas tomaron el control, pero una vez que las Hermanas sobrevivientes se recuperaron, regresaron. Los sacerdotes también ayudaron, muchos de los que cayeron enfermos después de escuchar las últimas confesiones de los moribundos. Cuando una turba amenazó con arrojar los cobertizos de fiebre al río, el alcalde de Montreal, John Easton Mills, sofocó el motín y brindó atención, dando agua a los pacientes y cambiando la ropa de cama. Murió en noviembre, cumpliendo menos de un año en el cargo. El obispo católico de Montreal instó a los franceses a ayudar a sus compañeros católicos. Muchos viajaron a Montreal desde el campo para adoptar niños, en algunos casos transmitiéndoles sus tierras.
Los trabajadores que construyeron el puente Victoria a través del río San Lorenzo descubrieron una fosa común en Windmill Point con víctimas de la epidemia. Los hombres, muchos de los cuales eran de ascendencia irlandesa, estaban inquietos por el descubrimiento y crearon un monumento conmemorativo, conocido como La Roca Negra para asegurar que la tumba no fuera olvidada.

Erigido el 1 de diciembre de 1859, la inscripción en la piedra dice:
"Preservar de la profanación los restos de 6000 inmigrantes que murieron de fiebre del barco A.D. 1847-48
Esta piedra es erigida por los obreros de los señores Peto, Brassey y Betts empleados en la construcción del puente Victoria A.D.

1859"

### Toronto
En Toronto, durante el verano de 1847, 863 inmigrantes irlandeses murieron de tifus en los cobertizos de fiebre construidos por la Junta de Salud de Toronto en la esquina noroeste de King y John Street. Había al menos 12 cobertizos, de 22 metros de largo por 7.5 metros de ancho. La epidemia también mató al primer obispo de Toronto, Michael Power, mientras prestaba atención a los inmigrantes irlandeses que huían de la Gran Hambruna.

### Saint Jhon
En la isla Partridge, a las afueras del puerto principal de Saint John, fue elegido como el lugar para una casa de plagas y una estación de cuarentena ya en 1785. En 1847, con una gran afluencia de migrantes irlandeses, la epidemia de tifus llenó rápidamente la fiebre derramada de enfermos y moribundos. En la temporada de 1847, 2115 personas habían muerto en Nuevo Brunswick, con 1196 muriendo en la Isla Partridge y en Saint John.

### Bytown
El brote de tifus golpeó Bytown con la llegada de más de 3000 inmigrantes irlandeses. La fiebre apareció por primera vez en junio de 1847, con los enfermos inicialmente atendidos por las Monjas Grises. Sin embargo, a medida que aumentaba el número de enfermos, había que levantar los cobertizos de fiebre. Aproximadamente 200 murieron en cuarentena. El Canal Rideau fue cerrado para evitar una mayor propagación del brote.

### Kingston
Los afectados mientras pasaban por Kingston encontraron refugio en improvisados "cobertizos de inmigrantes" construidos cerca del paseo marítimo. A pesar de los esfuerzos de las organizaciones religiosas y caritativas locales, en particular las Hermanas de los Hospitales Religiosos de San José y la Sociedad Benevolente Femenina, unos 1400 inmigrantes murieron. Fueron enterrados cerca del actual Hospital General de Kingston, con sus restos enterrados de nuevo en el Cementerio de Santa María en 1966.

## Estados Unidos

### Nueva York
Una afluencia de inmigrantes irlandeses a Nueva York dio lugar a un brote de tifus en 1847, con el 80% de los casos reportados como contraídos durante el cruce del Atlántico, y el 20% de los casos resultantes de la propagación secundaria en la ciudad. 147 casos fueron tratados en el Hospital de Nueva York durante un período de siete semanas. La tasa de mortalidad fue del 11%.